# Eurytoma nova
Eurytoma nova is een vliesvleugelig insect uit de familie Eurytomidae. De wetenschappelijke naam is voor het eerst geldig gepubliceerd in 2001 door Zerova.